# شيويار (تشاراويماق)
شيويار (بالفارسية: شیویار) هي منطقة سكنية تقع في قسم تشاراويماق المركزي في إيران. يقدر عدد سكانها بـ 126 نسمة .